# Île de Bunce
Pour les articles homonymes, voir Bunce.
L'île de Bunce (anciennement nommée Bence, Bense ou Bance) se situe en Sierra Leone dans la baie de Freetown (Freetown Harbour ou Rivière de Sierra Leone), formée par la rivière Rokel et Port Loko Creek, ouverte sur l'océan Atlantique. 
Elle est un des lieux de mémoire de la traite des esclaves en Afrique, tels l'île de Gorée (Sénégal), le château d'Elmina ou le fort de Cape Coast (Ghana). Sa situation, au fond d'une baie profonde, est exceptionnelle pour une plate-forme esclavagiste. Celles-ci étaient habituellement des terminaux côtiers.

## Situation géographique

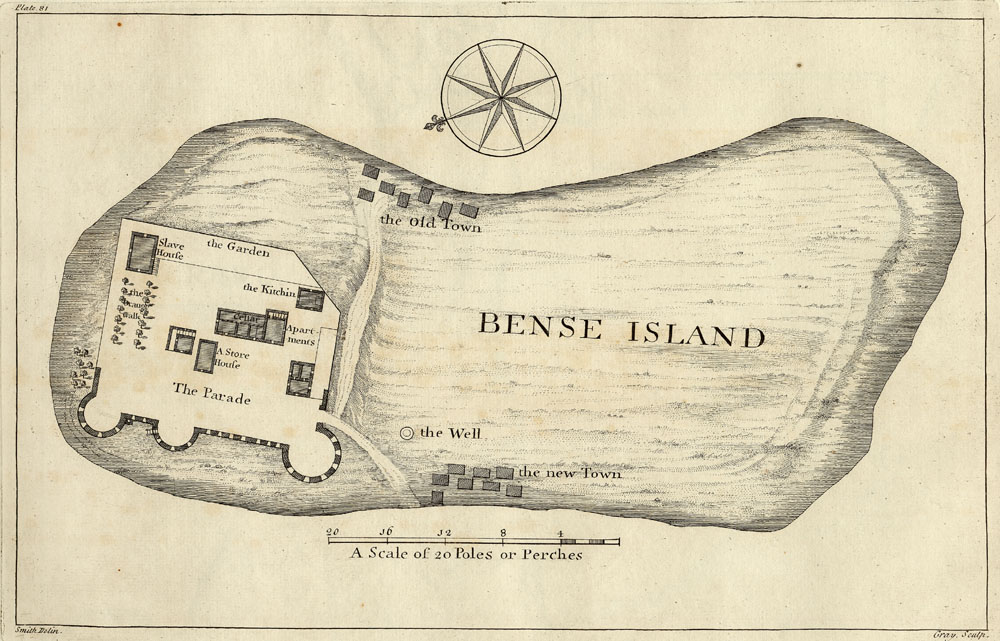
Plan de l'île de Bunce (env. 1727).

Cette petite île de 503 × 106 m, bien abritée, se situe à une trentaine de kilomètres à l'est de la ville de Freetown, elle-même à l'embouchure de la baie. 
Sur la tête nord de l'île, au milieu d'une végétation luxuriante, émergent les ruines du fort.

## L'important dépôt d'esclaves
Le fort de Bunce est construit à partir de 1672, par The Gambia Adventurers, puis par la Royal African Company, au même moment que les forts des îles de Sherbro et Tasso en Sierra Leone. John Atkins, médecin de la Royal African Company, offre un témoignage de la vente de l'esclave Capitaine Tomba en 1721.
Il passe aux mains de marchands afro-portugais, dirigés par Jose Lopez da Moura en 1727, puis en 1750 entre celles de Grant, Sargent et Oswald, des négociants en esclaves pour la Caroline du Sud, et de John et Alexander Anderson. L'apogée de l'activité négrière sur l'île, correspond à cette dernière période.
Les bâtiments de l'île ont été reconstruits au cours du XVIIIe siècle.
Le fort de Bunce, sur la « Côte du riz », est le lieu où le flot d'esclaves capturés dans l'hinterland est vendu par les négriers ou, souvent, par d'anciens esclaves libérés[réf. nécessaire] vivant dans l'enclave de liberté de Freetown. Ces esclaves, achetés aux ports de Charleston (Caroline du Sud) et de Savannah (Géorgie) puis envoyés de là dans les grandes plantations de riz américaines, ont constitué la communauté afro-américaine des Gullah, toujours active aujourd'hui.
La traite s'y prolonge jusqu'au Slave Trade Act britannique de 1807, puis l'île est abandonnée vers 1840.

## Recherches récentes

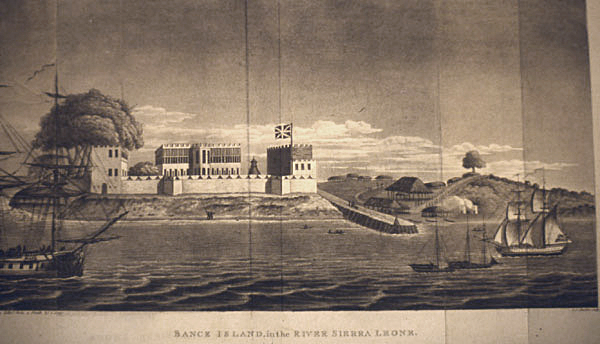
L'île de Bunce en 1805.

L'anthropologue américain Joseph Opala a entrepris des recherches sur Bunce et les populations Gullah dans les années 1970. Il est, entre autres, le directeur de la Bunce Island Coalition, une association à but non lucratif pour la préservation du site et la création, à Freetown, d'un musée sur l'esclavage. Il a aussi réalisé une reconstitution virtuelle en 3D du fort et du camp de transit des esclaves.
De plus, l'historien David Hancock a décrit la vie de la Grant, Oswald & Company en 1995, et l'archéologue Christopher DeCorse a effectué un inventaire complet des ruines de l'île de Bunce dans un rapport pour le gouvernement de Sierra Leone en 2007.
L'île est, depuis la fin de la guerre civile en 2002, un lieu de visite et de pèlerinage pour de nombreux Afro-Américains.